# The Old Bookkeeper
The Old Bookkeeper er en amerikansk stumfilm fra 1912 af D. W. Griffith.

## Medvirkende
- W. Chrystie Miller
- Edwin August
- Blanche Sweet
- Edward Dillon
- Charles Gorman